# Milota Zdirad Polák

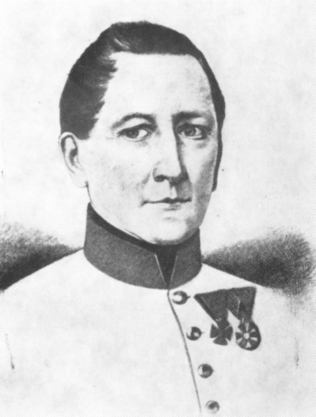
Milota Zdirad Polák

Milota Zdirad Polák (właśc. Matěj Polák, w późniejszym czasie wymieniany jako Moric Polak, ur. 14 lutego 1788 r. w Zásmukach, zm. 31 marca 1856 w Wiener Neustadt) – czeski poeta, profesor i oficer.

## Życiorys i kariera wojskowa
Urodził się w rodzinie szewca (także sprzedawcy owoców), Jakuba Poláka. Z polecenia zásmuckiego nauczyciela, Josefa Celera, poszedł w 1798 r. do tzw. szkoły normalnej (normální škola, tego typu placówki znajdowały się w większych miastach, oferowały czteroletni cykl nauczania z dodatkowym kursem na nauczyciela szkoły niższego stopnia). W 1807 r. został pomocniczym nauczycielem w praskim sierocińcu przy ul. Bredovskiej (dziś ul. Więźniów politycznych). W 1808 r. wstąpił jako ochotnik do austriackiej armii, gromadzącej siły przeciwko Napoleonowi. Był podchorążym cesarsko-królewskiego 21. pułku piechoty. Wojował w okolicach Aspern-Esslingu (21 – 22 maja 1809) oraz Wagramu (5 – 6 lipca 1809). Niespełna rok po rozpoczęciu wojskowej kariery otrzymał stopień chorążego. Do 1813 r. przebywał wraz ze swym pułkiem we wschodnich Czechach, następnie walczył pod Dreznem (26 – 27 sierpnia 1813) i Lipskiem (16 – 19 października 1813). W 1814 r. wziął udział we wjeździe sił koalicji antynapoleońskiej do Paryża. Po krótkim pobycie w Galicji i na Węgrzech stał się jako nadporucznik adiutantem podmarszałka, barona Františka Arnošta Kollera. Wraz z nim dotarł w okresie kongresu wiedeńskiego (1 października 1814 – 9 czerwca 1815) do stolicy monarchii austro-węgierskiej, a następnie do Włoch, gdzie Kollera mianowano intendentem armii austriackiej. W latach 1818–1820 Polák przebywał na przemian w Pradze oraz w posiadłości Kollerów w Obříství k. Mělníka, gdzie był wychowawcą synów podmarszałka Kollera, Augusta i Alexandra (późniejszego generała, czeskiego namiestnika i ministra wojny). Po wybuchu rewolucji w Neapolu (czerwiec 1820) udał się znów do Włoch. W 1827 r., po śmierci Kollera, podjął pracę w Terezińskiej akademii wojskowej w Wiener Neustadt, gdzie do 1830 r. wykładał język czeski oraz literaturę. Po otrzymaniu awansu na setnika wrócił do swojego pułku, służąc w latach 1831–1837 w ówczesnych północnych Węgrzech (m.in. w okolicach Trenczyna i Bratysławy). W 1832 r. ożenił się z Emmą, o 24 lata młodszą córką oficera artylerii, barona Augustina. W 1837 r. objął w Wiener Neustadt posadę profesora historii wojskowości oraz prefekta ds. nauki języków. Wciąż piął się po kolejne szczeble wojskowej hierarchii – w 1837 r. został majorem, w 1843 r. – podpułkownikiem, w 1848 r. – pułkownikiem. W stan spoczynku przeszedł jako generał dywizji. Zmarł w Wiener Neustadt 31 marca 1856 r., tam też go pochowano.

## Twórczość
Prawdopodobnie już jako student Polák zaczął pisać wiersze w języku niemieckim, czeską literaturą zajął się jednakże dopiero w pierwszym dziesięcioleciu XIX w. Podczas wojaży z 21. pułkiem piechoty we wschodnich Czechach spotkał się z grupą czeskich patriotów, zjednoczonych wokół Josefa Liboslava Zieglera, księdza w Dobřanach k. Dobruški, do których należał także dobrušski kupiec, František Vladislav Hek (główny bohater powieści F.L.Věk Aloisa Jiráska). Ziegler zaprzyjaźnił się z Polákiem, rozpoznał w nim także literacki talent. W 1813 r. ukazał się w Prvotinách pěkných umění (beletrystycznym dodatku do czasopisma Hromádkové Císařsko královské vídeňské noviny) obszerny liryczny poemat Vznešenost přirozenosti z podtytułem V slávozpěvích na Tvorce. Jego drugie, książkowe już wydanie, poprawione z pomocą Zieglera i Jungmanna, zostało opublikowane pod nazwą Vznešenost přírody. Mało kto doświadczył wówczas aż tak przychylnych recenzji krytyków. Poeta Šebestián Hněvkovský określił Vznešenost přírody tworem genialnym, Antonín Jaroslav Puchmajer – resztką dumy Czechów. Słów uznania nie szczędzili zarówno Josef Jungmann, jak i młody František Palacký. Polák miał szczęście, gdyż swój poemat napisał w okresie, gdy odradzająca się czeska społeczność oczekiwała na wielkie, monumentalne dzieło, które dorównałoby dojrzałej, europejskiej poezji. Pozostała część twórczości Poláka jest gatunkowo i treściowo różnorodna. Wiele jego nieopublikowanych rękopisów spłonęło w pożarze Wiener Neustadt, w roku 1834 (przepadł wówczas fundamentalny dla twórczości poety utwór Vznešenost hudby).
Pierwszy pobyt Poláka we Włoszech (1815–1818) zaowocował napisaniem dzieła Cesta do Itálie, swoistego opisu podróży z Wiednia poprzez Styrię, Karyntię, Wenecję, Rzym aż do Neapolu. Opis ów pokazuje poetę jako bystrego obserwatora przyrody i architektury, ale także jako doskonałego znawcę włoskiej kultury i polityki. Dzieło ukazywało się fragmentami od 1820 r. w periodyku Dobroslav, wydawanym przez Zieglera. W formie książki opublikowano je sześć lat po śmierci Poláka, w 1862 r. Polák uczestniczył w wykopaliskach w Pompejach, gdzie poszukiwał antyków do kolekcji barona Kollera. W Cesta do Itálie znajduje się spora liczba transkrypcji antycznych napisów. Można powiedzieć, że poeta należy do prekursorów epigrafiki.
Do roku 1849 Polák pełnił funkcję profesora w Wiener Neustadt, w tym czasie nie używał już języka czeskiego w mowie. Swoje dzieci wychował w duchu niemieckim, nie były one prawdopodobnie w żaden sposób przywiązane do czeskiej kultury. Jeden ze studentów, Friedberg Mírohorský, mówił, że Polák krzywo patrzył na młodych Czechów, którzy zafascynowani twórczością Buriana odzywali się do niego po czesku, szorstko wskazując na służalstwo użytkowników języka niemieckiego. Współpracownicy Poláka donosili, że pod koniec swojego urzędowania na akademii nie był już w pełni sił umysłowych.
Po śmierci jego twórczość nie została zapomniana, wręcz przeciwnie – zaczęto wydawać jego dzieła w formie książkowej. W czasopismach z lat 70. i 80. XIX w. publikowano rozliczne poświęcone mu artykuły, wspominał go m.in. Mikuláš Aleš, relacjonując opowieść Vítěslava Hálka o spotkaniu z Polákiem. Prawdopodobnie już w 1882 r. zawiązano w Zásmukach stowarzyszenie mające na celu budowę pomnika poety. 13 lipca 1884 r. odsłoniono pamiątkową tablicę na budynku, który stał w miejscu dawnego domu Poláka. Na początku XX w. Alois Jirásek wydał powieść F.L.Věk, w której Polák jest jednym z głównych bohaterów. W 1907 r., wskutek starań prof. Josefa Bradáča doszło do reedycji dzieł poety, dodatkowo odnalazło się sporo rękopisów, uważanych dotychczas za bezpowrotnie utracone. Rodzina Poláka przekazała je czeskiemu Muzeum narodowemu.
Inspirację z twórczości Poláka czerpali m.in. Josef Myslimír Ludvík, ksiądz z miejscowości Česká Skalice, autor dzieła Myslimír po horách Krkonošských putující, a także znana czeska pisarka, Božena Němcová.

## Dzieła

### Poezja
- Vznešenost přírody, pierwotny tytuł: Vznešenost přirozenosti – obszerna oda do piękna przyrody, pisana częściowo iloczasowym, częściowo sylabotonicznym wierszem.
- Vznešenost hudby – dzieło uważane przez Polaka za fundamentalne, spłonęło w 1834, zachował się tylko fragment w Slovesnosti Jungmanna pod nazwą Kantáta o vznešenosti hudby. Jest to oda do piękna i siły muzyki., pisana wierszem iloczasowym.
- Oklamaný miláček
- Sil jsem proso na souvrati – pieśń, która stała się z biegiem czasu pieśnią ludową.

### Opisy podróży
- Cesta do Itálie – poetycki zapis podróży z Wiednia do Neapolu